# El Qanah FC
El Qanah Football Club w skrócie El Qanah FC (ar. نادي القناة لكرة القدم) – egipski klub piłkarski grający w egipskiej drugiej lidze, mający siedzibę w mieście Ismailia.

## Sukcesy
- Puchar Egiptu[1]:
  - zwycięstwo (1): 1963/1964
  - finał (1): 1960/1961

## Stadion
Domowe mecze klub rozgrywa na stadionie Suez Canal Stadium w Ismailii. Stadion może pomieścić 22000 widzów.

## Reprezentanci kraju grający w klubie
Stan na styczeń 2023.
| - Reda Abdel-Aal - Gamal Abdel-Azim - Mahmoud Abdel-Aziz - Akram Abdel-Magid - Mahmoud Abou-El-Saoud - Abdul-Fatah Al-Agha - Salah Amin - Szarif Aszraf - Ahmed El-Agouz - Hamza El-Gamal - Mohamed El-Herda - Mohamed El-Mahaly - Khaled El-Qammash - Ahmed Fikry El-Saghir - Mohamed Fikry El-Saghir - Abdullah El-Sawy - Tarek Fahim | - Islam Fathi - Fawzi Gamal - Tamer Mostafa - Ahmed Raouf - Hossam Salama - El-Moatasem Salem - Ahmed Sary - Emad Soliman - Ali Yahia - Saikou Conteh - Sita Camara - Mahamadou Sidibè - Ezekiel Bassey - Emad Ayoub - Mohammed Saleh - Chernor Mansaray - Ally Badru Ally |